# غروت بريجس جيف شيرنز 2019
غروت بريجس جيف شيرنز 2019 هو سباق دراجات هوائية، وهو الموسم رقم 53 من السباق، وأقيم في 1 سبتمبر 2019، وامتدّ لمسافة 185.7 كيلومتر، وهو أحد سباقات طواف أوروبا للدراجات 2019، وهو من نوع  سباق يوم واحد.
فاز فيه بالمركز الأول  نيكولو بونيفازيو، وبالمركز الثاني  هوغو هوفستيتر، وبالمركز الثالث  تيموثي دوبونت.

## الفائزون
| الترتيب | الفائز           |
| ------- | ---------------- |
| الفائز  | نيكولو بونيفازيو |
| الثاني  | هوغو هوفستيتر    |
| الثالث  | تيموثي دوبونت    |